# Arthur Wellesley, 8:e hertig av Wellington
Arthur  Valerian Wellesley, 8:e hertig av Wellington, född den 2 juli 1915 i Rom, död 31 december 2014, son till Gerald Wellesley, 7:e hertig av Wellington och Dorothy Ashton, var en brittisk adelsman, militär och företagsledare.
Wellesley bedrev studier vid Eton och universitetet i Oxford. Under andra världskriget tjänstgjorde han vid Household Cavalry, under efterkrigstiden blev han sekundchef där. Senare gjorde han tjänst i brittiska Rhenarmén, tills han pensionerades 1968. Till 1989 var han sedan verksam hos lantbruksmaskinproducenten Massey Ferguson som direktör.
Wellesley bar sedan 1943 titeln markis Douro, tills han 1972 ärvde hertigtiteln från sin far. Redan 1968 hade han övertagit den spanska titeln hertig av Ciudad Rodrigo, som han 2010 lämnade vidare till sin son Charles Wellesley, markis av Douro. År 1990 blev han riddare av Strumpebandsorden.